# La Fille du Docteur
La Fille du Docteur est le 6e épisode de la quatrième saison de la série télévisée britannique Doctor Who. Il a été diffusé pour la première fois le 10 mai 2008 sur BBC One.

## Accroche
Le TARDIS, avec à son bord le Docteur, Donna et Martha, échoue dans un tunnel sur une planète inhospitalière, en l'an 6012. Là, ils sont immédiatement pris entre les feux d’une guerre qui dure depuis « des générations » et oppose des humains à des extraterrestres humanoïdes, sortes de poissons évolués, les Haths. Les humains, qui se reproduisent par clonage express, créent en quelques minutes un clone féminin du Docteur, Jenny, qui est elle aussi un Seigneur du Temps. Le Docteur veut faire cesser la guerre entre les humains et les Haths mais les deux clans ont pour but de vaincre l'ennemi avec la « source » car ils croient que c'est une arme.

## Distribution
- David Tennant : Le Docteur
- Catherine Tate : Donna Noble
- Freema Agyeman : Martha Jones
- Georgia Moffett : Jenny
- Nigel Terry : Cobb
- Joseph Dempsie : Cline
- Paul Kasey : Hath Peck
- Ruari Mears : Hath Gable
- Akin Gazi : Carter
- Olalekan Lawal Jr. : Soldat

## Résumé
Dans la continuité du double épisode A.T.M.O.S., le TARDIS emmène le Docteur, Martha et Donna sur la planète Messaline. En sortant du TARDIS, ils se retrouvent face à des soldats travaillant pour le général Cobb. Ceux-ci forcent le Docteur à coller sa main dans une machine de progéniture, qui utilise son ADN pour générer une femme soldat qui devient la fille du Docteur. Ils sont bientôt confrontés aux autres occupants de la planète, les Haths. L'attaque des Haths, prenant Martha en otage, la fille du Docteur provoque une explosion qui scelle le couloir dans lequel ils se trouvent, piégeant Martha de l'autre côté. Le Docteur et Donna sont emmenés auprès du général Cobb, dans le centre de commandement. En cours de route, Donna nomme la fille du Docteur "Jenny" car celui-ci l'appelle une anomalie génétique.
De l'autre côté du couloir, Martha aide une Hath blessée et gagne leur confiance. Les Haths la ramènent à leur centre de commandement. Pendant ce temps, le Docteur et Donna rencontrent le général Cobb. Celui-ci explique que, au début, ils étaient destinés à vivre avec les Haths, mais un conflit surgit sur une chose appelée "la Source". Les deux parties croient que cette source est le souffle de leur créateur et le Docteur révèle par inadvertance sa localisation à Cobb. Du côté Hath, Martha trouve, sans le savoir, l'emplacement de la Source et les deux parties se préparent à la bataille finale. Cobb tente de convaincre le Docteur et Donna de se joindre aux combats, mais, comme ils refusent, il les emprisonne. A l’aide de son charme, Jenny neutralise la garde et permet au Docteur et à Donna de s’échapper. 
Au début, Le Docteur rejette l’idée que Jenny soit un Seigneur du Temps, mais plus ils passent de temps ensemble, plus il commence à se faire à cette idée. Le Docteur confie en privé à Donna qu'il est réticent au fait que Jenny vienne avec eux dans le TARDIS car elle lui rappelle trop Gallifrey et tout ce qu'il a perdu à la suite de la Guerre du Temps. Donna est également intriguée par une série de plaques numérotées qu'elle remarque dans chaque pièce. Lorsqu'ils atteignent l'emplacement de la source, il s'avère être un dispositif de terraformation dans un vaisseau spatial de colonisation. Donna se rend compte que les plaques représentent les dates auxquelles chaque partie du bâtiment était terminée, ce qui n'était que sept jours avant. Les Humains et les Haths ont élevé tant de générations à travers les machines de progéniture que leur propre histoire s'est dégradée en mythe. La cause originelle du conflit, déterminée par le Docteur, est la mort du commandant de la mission.
Pendant ce temps, Martha est en route, avec un Hath, vers la Source. Ils se déplacent à la surface de la planète quand le Hath choisit de se sacrifier pour sauver Martha des sables mouvants. Dévastée, elle rejoint le Docteur et Donna, près de la Source, peu avant l'arrivée des deux armées. Le Docteur déclare que la guerre est terminée et libère le dispositif de terraformation. Tout le monde se désarme, sauf Cobb, qui essaie de tirer sur le Docteur. Jenny s’interpose et prend une balle, le Docteur est en pleurs alors qu'il la sent en train de mourir dans ses bras. Après avoir pleuré la perte de sa fille, un Docteur très énervé prend le pistolet de Cobb et le met en joue, mais finalement, il ne tire pas. Il jette le fusil et déclare que les humains et les Haths devraient construire leur nouvelle société sur le principe de la paix.
Alors que le corps de Jenny est emmené pour être enterré, le Docteur et Donna ramènent Martha chez elle. Celle-ci avoue qu'elle ne peut plus gérer la mort et la dévastation qui entourent le Docteur et avertit Donna que la vie avec lui peut être dangereuse, ce à quoi Donna répond qu’elle est résolue à rester avec lui. Alors que Donna les laisse marcher seul, Martha exprime au Docteur sa compassion pour la perte de Jenny. Ils partagent une derrière accolade, puis Martha réintègre sa maison. 
Pendant ce temps, sur Messaline, Jenny reprend vie soudainement. Elle prend les commandes d’un vaisseau et quitte la planète, pour "découvrir des mondes, sauver des civilisations, vaincre des monstres" à l'image de la description que lui avait faite Donna des aventures de son père.

## Continuité
- Le Docteur avait déjà mentionné sa paternité dans la seconde série, notamment dans Londres 2012 où il dit avoir été père une fois. On sait depuis le début de la première série qu'il avait même une petite-fille, nommée Susan Foreman.
- La main que le Docteur a perdue dans L'Invasion de Noël est toujours conservée dans le TARDIS.

## Production

### Écriture
Russell T Davies a dit de cet épisode : « C'est exactement ce qu'il y a d'écrit sur la boîte », en réponse aux critiques des fans, qui, attirés par le titre, pensaient avoir plus de précisions sur ce qu'il est advenu de la famille de Docteur. Originellement, Jenny devait mourir dans un vaisseau spatial, mais c'est finalement le producteur Phil Collinson qui a décidé de filmer la scène dans le jardin botanique de Swansea,. La résurrection finale de Jenny est une idée de Steven Moffat.

### Casting
La comédienne Georgia Moffett, qui interprète le rôle de Jenny, est la fille de Peter Davison, qui interpréta le rôle du Cinquième Docteur de 1981 à 1984. David Tennant dit même « Vous allez voir la fille du Docteur jouée par la fille du Docteur ». À l'origine, cette coïncidence n'était pas prévue. Moffett avait déjà auditionné pour le rôle de Rose Tyler et pensait jouer un petit rôle dans l'épisode Agatha Christie mène l'enquête.
En janvier 2011, les tabloïds ont rapporté les fiançailles de Georgia avec David Tennant.

## Diffusion et réception
La Fille du Docteur a été regardé par 7,33 millions de téléspectateurs lors de sa première diffusion le 10 mai 2008 sur BBC One. Il réalise la 2e meilleure audience du jour toutes chaînes confondues derrière Britain's Got Talent et la 4e meilleure audience de BBC One sur la semaine derrière trois épisodes d'EastEnders.